# Live Oak (Santa Cruz County, Kalifornien)
|  | Dieser Artikel wurde aufgrund von inhaltlichen Mängeln auf der Qualitätssicherungsseite des Projektes USA eingetragen. Hilf mit, die Qualität dieses Artikels auf ein akzeptables Niveau zu bringen, und beteilige dich an der Diskussion! Eine nähere Beschreibung der zu behebenden Mängel fehlt. |

Live Oak  ist ein census-designated place (CDP) im Santa Cruz County im US-Bundesstaat Kalifornien mit 17.038 Einwohnern (Stand: 2020).